# Magyar Orvostörténelmi Társaság
A Magyar Orvostörténelmi Társaság, rövidítve MOT, a Magyar Orvostudományi Társaságok és Egyesületek Szövetségének (MOTESZ) tagja. Folyóirata az Orvostörténeti Közlemények (Communicationes de Historia Artis Medicinae).

## Alapadatok
Alapítva: 1905
- Újraalapítva: 1966

Elnök: Prof. Dr. Réthelyi Miklós
- Főtitkár: Dr. Kapronczay Katalin
- Alelnökök: Dr. Forrai Judit, Dr. Gazda István, Varga Benedek
- Titkár: Dr. Molnár László
- Pénztáros: Dr. Debrődi Gábor

## A társaság szerepe
Az egyetemes és a magyar orvostudomány múltjának kutatása, részvétel a nemzetközi orvostörténeti kongresszusokon, nemzetközi részvételű hazai rendezvények szervezése, évfordulós megemlékezések és tudományos konferenciák szervezése, havi egyszeri felolvasóülések szervezése, orvostörténeti szakkönyvek kiadása, orvostörténeti periodika kiadása.

## Kiadványai
- Orvostörténeti Közlemények  (Communicationes de Historia Artis Medicinae)
- A Társaság folyóiratának jogelődje  Az Országos Orvostörténeti Könyvtár Közleményei (Communicationes ex Bibliotheca Historiae Medicae Hungarica)

## A társaság díjai
- Zsámboky Emlékérem
- Weszprémi István Emlékérem

## A társaság tiszteletbeli elnökei
- Prof. Dr. Karasszon Dénes
- Prof. Dr. Sótonyi Péter
- Prof. Dr. Vizi E. Szilveszter
- Prof. Dr. Schultheisz Emil

## A társaság eddigi elnökei
- 1966 (jún.-aug.) – Bencze József

- 1966–1972 – Szodoray Lajos

- 1972–1974 – Réti Endre

- 1974–1985 – Schultheisz Emil

- 1985–1993 – Antall József

- 1993–1994 – Felkai Tamás (ügyvez. elnök)

- 1994–2000 – Karasszon Dénes

- 2000–2009 – Vizi E. Szilveszter

- 2009–2014 – Sótonyi Péter

- 2014 óta – Réthelyi Miklós